# 满都鲁
满都鲁（1438年—1479年），又称满都古勒汗，鞑靼君主，第32代蒙古大汗。哈尔古楚克的孙子，阿寨之子，脱脱不花的异母幼弟。
摩伦汗被广宁王毛里孩杀死后近十年，蒙古混战，大汗之位空缺，直到1475年满都鲁被西蒙古乜克力部（畏吾儿）出身的永谢布领主癿加思兰太师拥立，在混战中胜利继位。满都鲁加强了可汗的权威，为达延汗的中兴奠定了基础。他击败多伦土默特部领主多豁郎台吉（瘸太子），他的侄孙和继承人博勒呼济农巴彦蒙克（阿噶巴尔济的孙子）与他联合击败毛里孩。鸿郭赉、太师亦思马勒挑拨大汗和济农的关系，1479年，满都鲁在讨伐博勒呼济农巴彦蒙克的一次战争中去世。而博勒呼济农巴彦蒙克也被暗杀。一度人丁兴旺的黄金家族中，仅剩下博勒呼济农巴彦蒙克之子巴图蒙克。满都鲁死后，没有子嗣，他的第二位妻子满都海哈屯拥立巴图蒙克为大汗，就是达延汗。

## 妻妾
满都鲁有二哈屯：
- 大夫人：伊克哈巴尔图·钟金（yeke qabartu ǰünggen，“大鼻子”中根哈屯），乃癿加思兰太师之女。
- 小夫人：满都海哈屯，绰罗斯拜特穆尔丞相之女。